# Lucas Schmid
Lucas Markus Schmid (Madrid, 1956) is een Zwitserse Jazztrombonist (bastrombone) en componist.

## Biografie
Schmid, die in Madrid opgroeide, is als trombonist autodidact. Hij studeerde aan de Robert-Schumann-Hochschule Düsseldorf geluidstechniek en trombone. In 1980 ging hij jazz studeren aan de Hochschule für Musik und Tanz Keulen. In 1983 keerde hij na enkele jaren in Spanje terug naar Duitsland, waar hij actief werd als freelance-muzikant. Hij werkte voor de bigbands van WDR, NDR en DRS Zürich, componeerde en richtte een eigen platenlabel op. In 1993 werd hij trombonist bij de NDR Bigband. In juni 1998 ging hij aan de slag bij de WDR Big Band, waar hij in 2002 de manager werd, als opvolger van Wolfgang Hirschmann. Als manager is hij verantwoordelijk voor het programma van de groep, de producties, medewerkers en financiën. Hij componeerde de suite A Jazz Reformation, die hij met de NDR Big Band in 2008 opnam. Deze suite voerde hij ook uit met de hr-Bigband, in 2012. Als trombonist is hij ook te horen op albums van the Nighthawks en Michael Villmow's Köln Big Band.